# Honorowi obywatele Lwowa

Herb Lwowa w czasach II RP

Tradycja nadawania honorowego obywatelstwa sięga we Lwowie początku XIX wieku. Nie zachowała się pierwsza pamiątkowa księga z tego okresu, na skutek zniszczeń wojennych jakie poniosło miasto w 1848. Jednym ze źródeł, z jakich można zaczerpnąć wiedzy na ten temat jest ówczesna lwowska prasa. Pierwsze honorowe obywatelstwo otrzymały osoby związane z Uniwersytetem Lwowskim. Byli wśród nich zarówno Polacy jak i Austriacy. W drugiej połowie XIX wieku honorowe obywatelstwo otrzymywali głównie Polacy – wśród nich także jedna osoba narodowości żydowskiej (Beiser). Kilka lat przed 1902 rada miejska we Lwowie podjęła uchwałę, zgodnie z którą osoba uhonorowana obywatelstwem honorowym miasta zamiast dotychczasowego dyplomu otrzymywać będzie złoty medal (według projektu Juliana Markowskiego) wraz z pismem urzędowym; pierwszym wyróżnionym w tej sposób był dr Bronisław Radziszewski.
W okresie II RP wyróżnienie to spotkało m.in. przyszłego prezydenta USA Herberta Hoovera. Także w okresie ZSRR, władze nie zrezygnowały z tej formy honorowania. Przypuszczać należy, że większość wyróżnionych pochodziło z kręgów wojskowych i partyjnych. W niepodległej Ukrainie honorowe obywatelstwo jest przyznawane co roku. Wśród osób odznaczonych jest też czwórka Polaków. Do 1936 czterech wyróżnionych, prócz tytułu honorowego obywatelstwa, otrzymało jednocześnie Medal miasta Lwowa: Bronisław Radziszewski (1897), Henryk Sienkiewicz (1900), Władysław Łoziński (1906), Ignacy Mościcki (1936).

## Lista uhonorowanych
| Honorowy obywatel:                  | Data nadania:        | Uwagi:                                                        |
| ----------------------------------- | -------------------- | ------------------------------------------------------------- |
| Wacław Hann                         | grudzień 1811        | -                                                             |
| Józef Schlick                       | 16 sierpnia 1814     | - nauczyciel                                                  |
| Fryderyk Hennig                     | 6 lipca 1816         | - lekarz miejski                                              |
| Joseph Rossi (1775–1838)            | przed 1820           | - publicysta wiedeński                                        |
| Mikołaj Napadiewicz-Więckowski      | 1823                 | -                                                             |
| Joseph Winiwarter                   | 30 lipca 1827        | -                                                             |
| Joseph Berres                       | listopad 1831        | -                                                             |
| Johann Caspary                      | listopad 1831        | - lekarz miejski                                              |
| Jan Nepomucen Hoffmann              | ok. 1831             | -                                                             |
| Franciszek Masoch                   | 30 maja 1838         | -                                                             |
| Józef Baszny                        | grudzień 1838        | - kompozytor                                                  |
| Aleksander Fredro                   | listopad 1839        | -                                                             |
| Franz Krieg von Hochfelden          | 15 maja 1842         | -                                                             |
| Sebastian Schiessler                | ok. 1843             | -                                                             |
| Franciszek de Paula Pisztek         | 13 kwietnia 1845     | -                                                             |
| Ludwig von Benedek                  | 6 kwietnia 1846      | -                                                             |
| Kazimierz Milbacher                 | 6 kwietnia 1846      | -                                                             |
| Ádám Récsey                         | 6 kwietnia 1846      | -                                                             |
| Leopold Sacher-Masoch               | 6 kwietnia 1846      | -                                                             |
| Leopold Lažanský                    | lipiec 1847          | -                                                             |
| Agenor Romuald Gołuchowski          | 1 sierpnia 1850      | -                                                             |
| Karol Höpflingen-Bergendorf         | 13 marca 1851        | - burmistrz Lwowa                                             |
| Maximilian O’Donnell von Tyrconnell | 15 czerwca 1853      | -                                                             |
| Josef Ettenreich                    | 15 czerwca 1853      | -                                                             |
| Josef Kalchegger von Kalchberg      | 14 lutego 1856       | -                                                             |
| Łukasz Baraniecki                   | 20 października 1856 | -                                                             |
| Leon Ludwik Sapieha                 | 20 maja 1857         | -                                                             |
| Adolf Theodor Haase                 | 9 września 1858      | -                                                             |
| Franciszek Smolka                   | 11 lipca 1861        | -                                                             |
| Franciszek Kröbl                    | 14 października 1861 | -                                                             |
| Michał Tustanowski                  | 11 czerwca 1863      | -                                                             |
| Antoni Manastyrski                  | 22 października 1863 | -                                                             |
| Richard Belcredi                    | 27 września 1866     | -                                                             |
| Józef Ignacy Kraszewski             | 15 maja 1867         | -                                                             |
| Michał Gnoiński                     | 17 czerwca 1869      | -                                                             |
| Jan Matejko                         | 30 września 1869     | -                                                             |
| Marceli Madeyski                    | 19 stycznia 1871     | -                                                             |
| Kasper Boczkowski                   | 21 marca 1872        | -                                                             |
| Mojżesz Beiser                      | 9 listopada 1876     | -                                                             |
| Włodzimierz Dzieduszycki            | 17 stycznia 1877     | -                                                             |
| Józef Supiński                      | 8 listopada 1877     | -                                                             |
| Otto Hausner                        | 9 listopada 1878     | -                                                             |
| Aleksander Jasiński                 | 29 stycznia 1880     | -                                                             |
| Józef Malinowski                    | 14 lipca 1881        | -                                                             |
| Euzebiusz Czerkawski                | 19 listopada 1885    | -                                                             |
| Oktaw Pietruski                     | 15 kwietnia 1886     | -                                                             |
| Wacław Dąbrowski                    | 26 października 1886 | -                                                             |
| Mikołaj Zyblikiewicz                | 11 listopada 1886    | -                                                             |
| Apolinary Jaworski                  | 29 maja 1890         | -                                                             |
| Franciszek Zima                     | 27 maja 1891         | -                                                             |
| Antoni Małecki                      | 21 stycznia 1892     | -                                                             |
| Izaak Mikołaj Isakowicz             | 15 września 1892     | -                                                             |
| Adam Stanisław Sapieha              | 4 października 1894  | -                                                             |
| Stanisław Marcin Badeni             | 4 października 1894  | -                                                             |
| Zdzisław Marchwicki                 | 4 października 1894  | -                                                             |
| Kazimierz Badeni                    | 3 października 1895  | -                                                             |
| Bronisław Radziszewski              | 10 czerwca 1897      | - wręczono z medalem m. Lwowa                                 |
| Henryk Sienkiewicz                  | 30 czerwca 1902      | - wręczono 18 lutego 1904 w Krakowie z medalem m. Lwowa       |
| Władysław Łoziński                  | 18 października 1907 | - wręczono z medalem m. Lwowa                                 |
| Ignacy Jan Paderewski               | 1912                 | -                                                             |
| Herbert Hoover                      | 16 sierpnia 1919     | -                                                             |
| Bolesław Orzechowicz                | 1923                 | -                                                             |
| Ferdinand Foch                      |                      | -                                                             |
| Józef Teodorowicz                   | 11 sierpnia 1927     | - akt wręczenia dyplomu i złotego medalu 16 października 1927 |
| Władysław Bandurski                 | 1927                 | - akt wręczenia dyplomu 10 września 1927                      |
| Oswald Balzer                       | maj 1928             | - dyplom wręczono pod koniec grudnia 1929                     |
| Benedykt Dybowski                   | maj 1928             | - dyplom wręczono pod koniec grudnia 1929                     |
| Ludwik Finkel                       | maj 1928             | - dyplom wręczono pod koniec grudnia 1929                     |
| Józef Piłsudski                     | 18 marca 1935        | -                                                             |
| Leon Piniński                       | 11 czerwca 1936      | -                                                             |
| Ignacy Mościcki                     | 16 czerwca 1936      | - wręczono z medalem m. Lwowa                                 |
| Dmitrij Leluszenko                  |                      | -                                                             |
| Jurij Melnyczuk                     | 1966                 | - pośmiertnie                                                 |
| Dmytro Potapow                      | 1966                 | -                                                             |
| Maria Kich                          |                      | -                                                             |
| Wołodymyr Patik                     | 1991–2002            | -                                                             |
| Mykoła Kołessa                      | 1991–2002            | -                                                             |
| Jurij Szuchewycz                    | 1991–2002            | -                                                             |
| Jarosław Daszkewycz                 | 1991–2002            | -                                                             |
| Oleg Romaniw                        | 1991–2002            | -                                                             |
| Myrosław Lubacziwski                | 1991                 | -                                                             |
| Edward Kozak                        | 1991                 | -                                                             |
| Światosław Gordyńskyj               | 1992                 | -                                                             |
| Sława Stećko                        | 1993                 | -                                                             |
| Karol Miklosz                       | 1996                 | -                                                             |
| Wasyl Iwanyćkyj                     | 1997                 | -                                                             |
| Zbigniew Brzeziński                 | 1998                 | -                                                             |
| Robert Gots                         | 1998                 | -                                                             |
| Roman Iwanyczuk                     | 1999                 | -                                                             |
| Mychajło Horyń                      | 2000                 | -                                                             |
| Jan Paweł II                        | 2001                 | -                                                             |
| Wiktor Juszczenko                   | 2001                 | -                                                             |
| Jacek Kuroń                         | 2002                 | -                                                             |
| Kazimierz Górski                    | 2003                 | -                                                             |
| Myrosław Skoryk                     | przed 2005           | -                                                             |
| Ihor Kałyneć                        | 2005                 | -                                                             |
| Mychajło Markowycz                  | 2006                 | -                                                             |
| Borys Gudziak                       | 2007                 | -                                                             |
| Lubomyr Huzar                       | 2008                 | -                                                             |
| Borys Woznycki                      | 2009                 | -                                                             |
| Stepan Bandera                      | 2010                 | - pośmiertnie                                                 |
| Roman Szuchewycz                    | 2010                 | - pośmiertnie                                                 |
| Andrzej Sodomora                    | 2012                 | -                                                             |
| Myrosław Symczycz                   | 2013                 | -                                                             |
| Rusłana Łyżyczko                    | 2014                 | -                                                             |
| Swiatosław Wakarczuk                | 2015                 | -                                                             |
| Ihor Juchnowski                     | 2016                 | -                                                             |
| Swiatosław Szewczuk                 | 2019                 | - zwierzchnik Ukraińskiego Kościoła Greckokatolickiego        |
| Filaret (Denysenko)                 | 2019                 | - honorowy patriarcha Kościoła Prawosławnego Ukrainy          |
| Makary (Małetycz)                   | 2019                 | - prawosławny metropolita lwowski                             |